# Anna Brandoli
Anna Brandoli (Milano, 25 luglio 1945) è una fumettista italiana.

## Biografia
Comincia a lavorare molto presto, ancora adolescente, come decoratrice di ceramiche e intanto frequenta la Scuola del Castello, a Milano, una scuola serale a indirizzo artistico. successivamente lavora come disegnatrice di gioielli sempre continuando a frequentare la scuola d'arte serale nella quale si specializza in pubblicità e grafica. Entra a lavorare in un piccolo studio pubblicitario dove realizza anche cartoni animati, per poi passare cinque anni alla Knorr, dove realizza dépliant illustrati per i venditori.
I primi approcci con il mondo del fumetto li ebbe collaborando con Campanozzi, un ex-militante che aveva conosciuto durante il periodo del Sessantotto, ma non si concretizzerà nulla. Alla scuola serale aveva ritrovato Renato Queirolo che conosceva dagli inizi dell’attività politica e che ora frequentava gli stessi corsi. Queriolo le propose di fare fumetti assieme perché aveva visto che lei aveva incominciato a disegnarne. Lei aveva fatto dei primi fumetti ispirati a delle fiabe classiche che aveva proposto inutilmente a Il Giornalino.
Esordisce sulla rivista Alter alter, nel 1977, con la serie a fumetti La strega, scritta da Renato Queirolo, che sarà autore delle sceneggiature di maggior parte delle sue realizzazioni quali Fata Colorina (una favola buffa con tematiche ecologiste e con una morale illuminista ideata da Queirolo per venire incontro alle richieste di Anna che voleva esprimersi con il colore in maniera più allegra e fantasiosa) e una riduzione a fumetti da Il meraviglioso mago di Oz, raccolta in un volume dalla Rizzoli Editore nel 1980. 
Abbandonata la Milano Libri per motivi economici, nel 1979 nella redazione del Corriere dei Piccoli, sempre insieme a Queirolo, incontra Grazia Nidasio e la direttrice della rivista le quali giudicano positivamente Fata Colorina e ne decidono la pubblicazione. La Nadasio inoltre sollecita la coppia di autori a creare qualcosa di più impegnativo e di più lungo respiro da pubblicare settimanalmente. Dato che recentemente Queirolo aveva letto alle figlie il Mago di Oz, propose la riduzione del romanzo a capitoli. 
Oreste Del Buono, allora direttore della Milano Libri li richiama proponendogli un contratto più vantaggioso per pubblicare su Linus la continuazione de "La Strega". Anna è contraria a continuare la serie e si decide di trovare un compromesso realizzando un nuovo personaggio con alcune caratteristiche simili al precedente, una zingara di nome Rebecca, ma ambientato due secoli dopo nel Ducato di Milano. La Milano Libri darà comunque alle stampe un volume cartonato con la ristampa delle storie di "La strega".
Nel 1981, incomincia la pubblicazione sulla rivista Linus della serie Rebecca che verrà poi continuata sulla riviste Orient Express e Comic Art.
Su Orient Express partirà anche la serie L'Uomo. 
Anna Brandoli lavorerà anche per la rivista Corto Maltese. 
Sulla rivista Comic Art incomincerà la pubblicazione della serie Cuba 42 scritta da O. De Angelis dopo un periodo che, con la chiusura di molte delle riviste sulle quali pubblicava, la sua attività di disegnatrice aveva subito uno stop. Non gli vengono proposte nuove storie e non ne scrive di sue, inoltre l'illustrazione fine a se stessa, senza racconto come invece si trova nei fumetti, non le interessa. 
Le viene proposto quindi di disegnare la serie di de Angelis che realizza senza averlo mai incontrato di persona: lui le inviava le sceneggiature e lei le disegnava. Si incontrano la prima volta solo per la presentazione del volume che raccoglieva le storie precedentemente pubblicate a episodi alla fiera di Lucca. 
Ancora in coppia con Renato Queirolo ha realizzato la serie di racconti Alias.
Oggi lavora nell'azienda agricola di famiglia.
Nel 2016 in un'intervista Queirolo dice che, insieme a Brandoli, vorrebbero portare a conclusione la trama di Rebecca che era rimasta in sospeso: "Non sarà solo la conclusione di una vecchia storia, quell’enigma verrà sciolto all’interno di una nuova vicenda ricca di sorprese e con una maggior maturità e profondità dei personaggi".

## Riconoscimenti
- Premio Yellow Kid al Salone Internazionale dei Comics (1984)

## Opere
Elenco parziale opere pubblicate a puntate su varie riviste di fumetti:
| Serie               | Titolo                                                                     | Data           | Rivista                                     |
| Rebecca             | I Testamenti di Sant'Ambrogio                                              | novembre 1984  | Orient Express n.26                         |
| Rebecca             | I Testamenti di Sant'Ambrogio                                              | dicembre 1984  | Orient Express n.27                         |
| Rebecca             | I Testamenti di Sant'Ambrogio                                              | febbraio 1985  | Orient Express n.29                         |
| Rebecca             | Qualcuno è di troppo                                                       | febbraio 1987  | COMIC ART n.30                              |
| Rebecca             | Marta dei saraceni                                                         | Aprile 1987    | COMIC ART n.32                              |
| Alias               |                                                                            | ottobre 1987   | COMIC ART n.37                              |
| Alias               |                                                                            | novembre 1987  | COMIC ART n.38                              |
| Alias               |                                                                            | dicembre 1987  | COMIC ART n.39                              |
| Alias               |                                                                            | gennaio 1988   | COMIC ART n.40                              |
| Alias               |                                                                            | febbraio 1988  | COMIC ART n.41                              |
| Alias               |                                                                            | marzo 1988     | COMIC ART n.42                              |
|                     | Il pollaio                                                                 | gennaio 1989   | COMIC ART n.51                              |
|                     | L'illusionista                                                             | agosto 1990    | COMIC ART n.70                              |
| Cuba 42             |                                                                            | novembre 1991  | COMIC ART n.85                              |
| Cuba 42             |                                                                            | dicembre 1991  | COMIC ART n.86                              |
| Il gigante Italiano |                                                                            | settembre 1993 | COMIC ART n.107                             |
| Il gigante Italiano |                                                                            | ottobre 1993   | COMIC ART n.108                             |
| Il gigante Italiano |                                                                            | novembre 1993  | COMIC ART n.109                             |
| Rebecca             | Storia di ladri e coltelli                                                 | ottobre 1983   | Orient Express n.15                         |
| Matite per la pace  |                                                                            | febbraio 1984  | Orient Express n.18                         |
| Rebecca             | I testamenti di Sant'Ambrogio - 2º episodio: "Sempre a proposito di gatti" | marzo 1984     | Orient Express n.19                         |
| Rebecca             | I testamenti di Sant'Ambrogio - 3º episodio: "Uno e trino"                 | aprile 1984    | Orient Express n.20                         |
| Rebecca             | I testamenti di Sant'Ambrogio - 4º episodio                                | Maggio 1984    | Orient Express n.21                         |
| Rebecca             | I Testamenti di Sant'Ambrogio - 5º episodio                                | giugno 1984    | Orient Express n.22                         |
|                     | Copertina                                                                  | ottobre 1983   | Orient Express n.15                         |
|                     | Copertina                                                                  | novembre 1984  | Orient Express n.26                         |
|                     | Copertina                                                                  | novembre 1988  | Orient Express - Gli Albi n.36              |
|                     | Copertina                                                                  | ottobre 1986   | Orient Express - Gli Albi - Supplementi n.2 |
| Rebecca             | I testamenti di Sant'Ambrogio (prima parte). Scene di caccia               | ottobre 1986   | Orient Express - Gli Albi - Supplementi n.2 |
| Alias               |                                                                            | novembre 1988  | Orient Express - Gli Albi n.36              |